# Prittwitzia nebula
Prittwitzia nebula är en fjärilsart som beskrevs av Ferreira d'almeida 1922. Prittwitzia nebula ingår i släktet Prittwitzia och familjen praktfjärilar. Inga underarter finns listade i Catalogue of Life.